# Biciklizam na OI 2016.
Biciklizam na OI 2016. u Rio de Janeiru održavao se na četiri mjesta od 6. do 21. kolovoza. Domaćin za BMX bio je Centro Olímpico de BMX, a za brdski biciklizam MTB Centar. Cestovni biciklizam startovao i završio je kod Fort Copacabane, na Copacabani.  Natjecanja u dvoranskom biciklizmu održavana su u Rio Municipal Velodromu. Hrvatska je imala dva predstavnika u cestovnom biciklizmu Kristijana Đuraseka i	
Matiju Kvasinu. Đurasek je zauzeo 16. mjesto u konkurenciji 144 biciklista, dok Kvasina nije završio utrku.

## Rezultati

### Cestovni biciklizam
| Kategorija                 | Zlato                           | Srebro                   | Bronca                              |
| Cestovna utrka za muškarce | Greg Van Avermaet Belgija       | Jakob Fuglsang Danska    | Rafał Majka Poljska                 |
| Kronometar za muškarce     | Fabian Cancellara Švicarska     | Tom Dumoulin Nizozemska  | Chris Froome Ujedinjeno Kraljevstvo |
| Cestovna utrka za žene     | Anna van der Breggen Nizozemska | Emma Johansson Švedska   | Elisa Longo Borghini Italija        |
| Kronometar za žene         | Kristin Armstrong SAD           | Olga Zabelinskaya Rusija | Anna van der Breggen Nizozemska     |

### Brdski biciklizam
| Disciplina       | Zlato                   | Srebro                    | Bronca                           |
| Kros za muškarce | Nino Schurter Švicarska | Jaroslav Kulhavý Češka    | Carlos Coloma Nicolas Španjolska |
| Kros za žene     | Jenny Rissveds Švedska  | Maja Włoszczowska Poljska | Catharine Pendrel Kanada         |

### BMX biciklizam
| Disciplina   | Zlato                   | Srebro                      | Bronca                      |
| BMX muškarci | Connor Fields SAD       | Jelle van Gorkom Nizozemska | Carlos Ramirez Kolumbija    |
| BMX žene     | Mariana Pajón Kolumbija | Alise Post SAD              | Stefany Hernandez Venezuela |

### Dvoranski biciklizam
| Kategorija             | Zlato                                                                              | Srebro                                                                                   | Bronca                                                                                    |
| Muškarci sprint        | Jason Kenny Ujedinjeno Kraljevstvo                                                 | Callum Skinner Ujedinjeno Kraljevstvo                                                    | Denis Dmitriev Rusija                                                                     |
| Žene sprint            | Kristina Vogel Njemačka                                                            | Becky James Ujedinjeno Kraljevstvo                                                       | Katy Marchant Ujedinjeno Kraljevstvo                                                      |
| Muškarci dohvatna      | Ujedinjeno Kraljevstvo SR Ed Clancy Steven Burke Owain Doull Sir Bradley Wiggins   | Australija Alexander Edmondson Jack Bobridge Michael Hepburn Sam Welsford Callum Scotson | Danska Lasse Norman Hansen Niklas Larsen Frederik Madsen Casper von Folsach Rasmus Quaade |
| Sprint žene ekipno     | NR Kina Gong Jinjie Zhong Tianshi                                                  | Rusija Daria Shmeleva Anastasia Voynova                                                  | Njemačka Miriam Welte Kristina Vogel                                                      |
| Sprint muškarci ekipno | Ujedinjeno KraljevstvoOR Philip Hindes Jason Kenny Callum Skinner                  | Novi Zeland Eddie Dawkins Ethan Mitchell Sam Webster                                     | Francuska Grégory Baugé Michaël D'Almeida François Pervis                                 |
| Žene dohvatna          | Ujedinjeno Kraljevstvo SR Katie Archibald Laura Trott Elinor Barker Joanna Rowsell | SAD Sarah Hammer Kelly Catlin Chloe Dygert Jennifer Valente                              | Kanada Allison Beveridge Jasmin Glaesser Kirsti Lay Georgia Simmerling Laura Brown        |
| Kerin muškarci         | Jason Kenny Ujedinjeno Kraljevstvo                                                 | Matthijs Buchli Nizozemska                                                               | Azizulhasni Awang Malezija                                                                |
| Kerin žene             | Elis Ligtlee Nizozemska                                                            | Becky James Ujedinjeno Kraljevstvo                                                       | Anna Meares Australija                                                                    |
| Omnium muškarci        | Elia Viviani Italija                                                               | Mark Cavendish Ujedinjeno Kraljevstvo                                                    | Lasse Norman Hansen Danska                                                                |
| Omnium žene            | Laura Trott Ujedinjeno Kraljevstvo                                                 | Sarah Hammer SAD                                                                         | Jolien D'Hoore Belgija                                                                    |

## Vanjske poveznice
- Službene stranice OI 2016. natjecanja u biciklizmu  Arhivirana inačica izvorne stranice od 26. kolovoza 2016. (Wayback Machine)